# Дженералі Арена
Дженералі Арена (чеськ. Generali Arena) — футбольний стадіон у місті Прага, найбільший стадіон Чехії. Історично називався Летна, за однойменною назвою навколишньої місцевості. Проте протягом останніх років стадіон змінює найменування відповідно до спонсорських контрактів. На Дженералі Арені проводить свої домашні матчі місцевий футбольний клуб «Спарта».